# Valverde del Camino
Valverde del Camino is een gemeente in de Spaanse provincie Huelva in de regio Andalusië met een oppervlakte van 219 km². In 2007 telde Valverde del Camino 12.621 inwoners.

## Demografische ontwikkeling
Bron: INE; 1857-2011: volkstellingen